# Pufești
Pufești è un comune della Romania di 4 314 abitanti, ubicato nel distretto di Vrancea, nella regione storica della Moldavia. 
Il comune è formato dall'unione di 4 villaggi: Ciorani, Domnești-Sat, Domnești-Târg, Pufești.
Pufești ha dato i natali a Neculai Constantin Munteanu (1941), giornalista e dissidente anticomunista.